# Eumops perotis
El Eumops perotis (Murciélago gigante de bonete, o  Moloso orejón grande, o Moloso gigante), es miembro de la familia de los molósidos. Habita en el Oeste de Estados Unidos, México y Sudamérica, y es el murciélago de mayor porte que es nativo de América del Norte.  La subespecie Eumops perotis californicus ha sido identificada por el  U.S. Fish and Wildlife Service como una especie amaenazada. El rango de esta subespecie es esencialmente el sudoeste de las regiones desérticas de Estados Unidos, a lo largo de la frontera con México; sin embargo, el rango se extiende hacia el norte sobre la costa del Pacífico hasta Alameda County, California.

## Descripción
El cuerpo del murciélago gigante de bonete mide 14 cm a 18 cm y la envargadura de sus alas excede 55 cm. Posee un pelo color chocolate y treinta dientes.

## Comportamiento
El murciélago gigante de bonete necesita por lo menos 3 m de espacio abierto por debajo de su sitio de reposo para poder remontar vuelo. Sus chillidos de ecolocación, que en la mayoría de los murciélagos son inaudibles para los humanos, pueden ser oídos desde una distancia de 300 m. Durante el día forman colonias de menos de 100 ejemplares. A diferencia de muchos de los murciélagos de América del Norte, no son migratorios ni poseen una hibernación prolongada, y durante todo el invierno permanecen activos.

### Dieta
Se alimenta de insectos, de los cuales una gran proporción son mariposas nocturnas. A menudo baja al suelo para alimentarse allí, manteniendo su cola erguida.

## Importancia sanitaria
Esta especie es considerada como vector biológico de la rabia.